# ¿Español? Sí, gracias
¿Español? Sí, gracias – ogólnopolski kwartalnik dla uczących się języka hiszpańskiego wydawany od grudnia 2009 roku przez firmę Colorful Media.
Artykuły (z opracowanym słownictwem) dotyczą wydarzeń społeczno-kulturalnych, tradycji i obyczajów państw hiszpańskojęzycznych i nie tylko, znanych ludzi, ciekawych miejsc, czasu wolnego, rozrywki, sportu, muzyki itp. Wybrane artykuły można odsłuchać w formacie MP3 (również za pomocą urządzeń mobilnych po zeskanowaniu kodu QR). Do każdego numeru opracowywane są również dodatkowe materiały: lista słówek oraz arkusz pracy dla nauczyciela.

## Adres redakcji
Colorful Media, ul. Lednicka 23, 60-413 Poznań

## Wydania specjalne
- nr 2: Język hiszpański dla początkujących (luty 2019)

- nr 1: Madrid (kwiecień 2018)

## Pozostałe czasopisma językowe Colorful Media
- English Matters,
- Deutsch Aktuell,
- Business English Magazine,
- Français Présent,
- Italia Mi piace!,
- ОСТАНОВКА: РΟССИЯ!,
- English Matters KIDS.